# المحصي (أسماء الله الحسنى)
المحصي
هو الذي احصى كل شيء بعلمه، فلا يفوته منها دقيق ولا جليل.

## لغويا
بمعنى الإحاطة بحساب الأشياء وما شأنه التعداد ،.

## اسم منأسماء الله الحسني
الله المحصى الذي يحصى الأعمال ويعدها يوم القيامة، هو العليم بدقائق الأمور، واسرار المقدور، هو بالمظاهر بصير، وبالباطن خبير، هو المحصى للطاعات، والمحيط لجميع الحالات،.
﴿لِيَعْلَمَ أَنْ قَدْ أَبْلَغُوا رِسَالَاتِ رَبِّهِمْ وَأَحَاطَ بِمَا لَدَيْهِمْ وَأَحْصَى كُلَّ شَيْءٍ عَدَدًا ۝٢٨﴾ [الجن:28] 
هو الذي أحصى كل شيء بعلمه، وهو المحيط بكل شيء جملة وتفصيلاً، العالم بخفيات الأمور ومحصيها، وقيل: المحصي من الإحصاء وهو الإحاطة بحساب الأشياء، وما شأنه التعداد. وفي اللغة يقال: أرض محصاة، أي: كثيرة الحصى، ويقال: هم أكثر من الحصى، وحسناتك لا تحصى، وهذا أمر لا أحصيه أي: لا أطيقه ولا أضبطه. وهذا الاسم الكريم لم يرد في القرآن المبين بصيغة الاسم. ومن شاء فليقرأ:
﴿إِنْ كُلُّ مَنْ فِي السَّمَاوَاتِ وَالْأَرْضِ إِلَّا آتِي الرَّحْمَنِ عَبْدًا ۝٩٣ لَقَدْ أَحْصَاهُمْ وَعَدَّهُمْ عَدًّا ۝٩٤﴾ [مريم:93–94]
{وكل شيءٍ أحصيناه في إمامٍ مبينٍ "12"}﴿إِنَّا نَحْنُ نُحْيِي الْمَوْتَى وَنَكْتُبُ مَا قَدَّمُوا وَآثَارَهُمْ وَكُلَّ شَيْءٍ أَحْصَيْنَاهُ فِي إِمَامٍ مُبِينٍ ۝١٢﴾ [يس:12]
{وكل شيءٍ أحصيناه كتاباً "29"} ﴿فَأَشَارَتْ إِلَيْهِ قَالُوا كَيْفَ نُكَلِّمُ مَنْ كَانَ فِي الْمَهْدِ صَبِيًّا ۝٢٩﴾ [مريم:29]
ويدخل في هذا الاسم دقة الصانع وإبداع الخالق، فهو المحصي لحاجات الكون، ومرادات الخواطر، وخافيات النفوس، والظاهر من القول، والباطل من الغيب.
يقول الحق سبحانه:
﴿وَعِنْدَهُ مَفَاتِحُ الْغَيْبِ لَا يَعْلَمُهَا إِلَّا هُوَ وَيَعْلَمُ مَا فِي الْبَرِّ وَالْبَحْرِ وَمَا تَسْقُطُ مِنْ وَرَقَةٍ إِلَّا يَعْلَمُهَا وَلَا حَبَّةٍ فِي ظُلُمَاتِ الْأَرْضِ وَلَا رَطْبٍ وَلَا يَابِسٍ إِلَّا فِي كِتَابٍ مُبِينٍ ۝٥٩﴾ [الأنعام:59]
وهذا الاسم له من الخواص ما لا يعلمه إلا الله، حيث يعلم المستقر والمستودع. ويقول الحق سبحانه:
﴿وَمَا مِنْ دَابَّةٍ فِي الْأَرْضِ إِلَّا عَلَى اللَّهِ رِزْقُهَا وَيَعْلَمُ مُسْتَقَرَّهَا وَمُسْتَوْدَعَهَا كُلٌّ فِي كِتَابٍ مُبِينٍ ۝٦﴾ [هود:6]
كما يعلم بدقة الإحصاء مسارات الكون وأفلاك الآفاق، وآفاق الآفاق  الآيات ﴿الشَّمْسُ وَالْقَمَرُ بِحُسْبَانٍ ۝٥ وَالنَّجْمُ وَالشَّجَرُ يَسْجُدَانِ ۝٦ وَالسَّمَاءَ رَفَعَهَا وَوَضَعَ الْمِيزَانَ ۝٧ أَلَّا تَطْغَوْا فِي الْمِيزَانِ ۝٨ وَأَقِيمُوا الْوَزْنَ بِالْقِسْطِ وَلَا تُخْسِرُوا الْمِيزَانَ ۝٩ وَالْأَرْضَ وَضَعَهَا لِلْأَنَامِ ۝١٠ فِيهَا فَاكِهَةٌ وَالنَّخْلُ ذَاتُ الْأَكْمَامِ ۝١١ وَالْحَبُّ ذُو الْعَصْفِ وَالرَّيْحَانُ ۝١٢﴾ [الرحمن:5–12]
فلو أحصينا المطالب الخاصة والظاهرة، والمطلوبات ظاهرها وباطنها، والتي تنفذ في وقت واحد، وبإحصاء دقيق يدل على أن الله سبحانه وتعالى هو المحصي والمبدئ والمعيد. فكم من مولود يولد، وكم من أرواح قبضت، وكم من عزيز يذل، وكم من ذليل يعز، وكم من تغيير لما هو فيه لغير ما كان فيه. كل ذلك في كتاب مستقر، ولو علم الإنسان أن أفعاله بإحصاء قولاً وحركة وسكوناً، لعلم أنه مراقب وعليه حسيب، فيحاسب نفسه قبل الحساب، ويراقب سلوكه قبل أن تذل الرقاب.
يقول الحق سبحانه:
﴿وَلَقَدْ خَلَقْنَا الْإِنْسَانَ وَنَعْلَمُ مَا تُوَسْوِسُ بِهِ نَفْسُهُ وَنَحْنُ أَقْرَبُ إِلَيْهِ مِنْ حَبْلِ الْوَرِيدِ ۝١٦ إِذْ يَتَلَقَّى الْمُتَلَقِّيَانِ عَنِ الْيَمِينِ وَعَنِ الشِّمَالِ قَعِيدٌ ۝١٧ مَا يَلْفِظُ مِنْ قَوْلٍ إِلَّا لَدَيْهِ رَقِيبٌ عَتِيدٌ ۝١٨ وَجَاءَتْ سَكْرَةُ الْمَوْتِ بِالْحَقِّ ذَلِكَ مَا كُنْتَ مِنْهُ تَحِيدُ ۝١٩ وَنُفِخَ فِي الصُّورِ ذَلِكَ يَوْمُ الْوَعِيدِ ۝٢٠ وَجَاءَتْ كُلُّ نَفْسٍ مَعَهَا سَائِقٌ وَشَهِيدٌ ۝٢١ لَقَدْ كُنْتَ فِي غَفْلَةٍ مِنْ هَذَا فَكَشَفْنَا عَنْكَ غِطَاءَكَ فَبَصَرُكَ الْيَوْمَ حَدِيدٌ ۝٢٢﴾ 
واسم المحصى لم يرد بالاسم في القرآن الكريم، ولكن وردت مادته في مواضع، ففى سورة النبأ ﴿وَبَنَيْنَا فَوْقَكُمْ سَبْعًا شِدَادًا ۝١٢﴾ [النبأ:12]، وحظ العبد من الاسم أن يحاسب نفسه، وأن يراقب ربه في أقواله وأفعاله، وأن يشعل وقته بذكر أنعام الله عليه ،﴿وَإِنْ تَعُدُّوا نِعْمَةَ اللَّهِ لَا تُحْصُوهَا إِنَّ اللَّهَ لَغَفُورٌ رَحِيمٌ ۝١٨﴾ [النحل:18]